# Police, Vsetín
Police là một làng thuộc huyện Vsetín, vùng Zlínský, Cộng hòa Séc.